# Дубокрай
Дубокрай — деревня в Невельском районе Псковской области России. Входит в состав Артёмовской волости.

## География
Расположена на западном побережье озера Сенница, в 42 км к юго-востоку от райцентра, города Невель, и в 4 км к юго-западу от бывшего волостного центра, деревни Лёхово. Западнее и южнее от деревни проходит граница с Белоруссией.

## Население
| 2001 | 2002 | 2010 |
| ---- | ---- | ---- |
| 53   | ↘33  | ↘24  |

Численность населения деревни по оценке на начало 2001 года составляла 53 жителя.

## История
Имение Дубокрай было пожаловано Екатериной II Ивану Никитичу Рокасовскому (1762—1826), отставному бригадиру, который был адъютантом у графа Потёмкина, фаворита Екатерины и принимал активное участие в подавлении восстания Пугачёва. Затем его унаследовал старший сын Алексей Иванович Рокасовский. С 1850 года Дубокрай находился во владении другого сына, Платона Ивановича Рокасовского, после смерти которого во владение имением вступили вдова Александра Васильевна и сын Алексей Платонович, корнет в запасе. В 1900 году Алексей Платонович проиграл Дубокрай в карты и собственником его стал разбогатевший крестьянин — латыш И. Гаймин.
С января 1995 до апреля 2015 года деревня Дубокрай входила в состав ныне упразднённой Лёховской волости.